# Petru Dumitriu
Pour les articles homonymes, voir Dumitriu.
Œuvres principales
Cronică de familie (« Les Boyards »), Incognito
Petru Dumitriu, né le 8 mai 1924 à Baziaș, dans le județ de Caraș-Severin, en Roumanie, et mort le 6 avril 2002 à Metz, en France, est un écrivain roumain.
Il a écrit de nombreux romans, nouvelles et essais. Dans les années 1950, il a fait partie des élites du régime communiste de Roumanie et il était un écrivain à succès. Au début des années 1960, il a tout de même émigré en Occident, où il a continué d’écrire, pendant que ses œuvres étaient interdites dans son pays. Il a pu y retourner dans les années 1990, des œuvres écrites avant et durant son émigration y étant republiées, respectivement publiées.

## Biographie

### En Roumanie
Le père de Petru Dumitriu, Petre Dumitriu, est le fils d’un charpentier d’un village du județ d'Olt. Il devient officier de l’armée roumaine ; sa carrière ira jusqu’au grade de colonel. La mère de l’écrivain, Theresa von Debretzy, descend d’une famille appauvrie de la petite noblesse magyare. Son père est un contremaître du bâtiment. Elle bénéficie d’une très bonne éducation, connaissant le français et l’allemand aussi, à côté de sa langue maternelle, le hongrois. Jeune adulte, elle devient sage-femme. Elle connaît et soigne Petre Dumitriu blessé en 1919, dans la campagne de l’armée roumaine contre la République hongroise des conseils. Petre Dumitriu est capitaine de gardes-frontières quand ils se marient et s’établissent à Orșova, dans le Banat, où l’officier a une maison et fait partie de la garnison locale. Au début, ils s’entendent en français, puis Theresa apprend très bien le roumain. Elle a reçu en dot un petit vignoble à Baziaș, à la frontière avec la Serbie, où ils se font également construire une maison. C’est là que naît en 1924 le futur écrivain mais il n’est baptisé dans la religion orthodoxe qu’en 1931.
Pour une brève période, le capitaine est muté à Tutrakan, dans la Dobroudja du Sud. La famille y séjourne en 1926, lorsque naît la sœur de Petru Dumitriu, Lila. Plus tard, l’écrivain évoquera cette période dans la partie 11, intitulée Salata (« La salade »), du deuxième volume de son roman-fleuve Cronică de familie (1955-1957) (traduit en français avec le titre « Les Boyards »). Ses parents y figurent avec leurs noms réels. Lucian Pintilie suivra fidèlement cette partie du roman pour écrire le scénario de son film Un été inoubliable (1994), en gardant les noms des parents de Petru Dumitriu.
Entre 1931 et 1935, le futur écrivain va à l’école primaire à Orșova. En 1935, son père est muté des gardes-frontières à l’infanterie, dans la garnison de Târgu Jiu, pour cause d’insubordination, parce qu’il n’a pas voulu faire fusiller quelques paysans serbes qui travaillaient dans son potager de Baziaș, et qui étaient soupçonnés d’actions illégales.
Petru Dumitriu fréquente le lycée à Târgu Jiu. Après son baccalauréat, obtenu en 1941, il commence des études de philosophie à l’Université de Bucarest. Après sa première année, il les continue à l’Université Louis-et-Maximilien de Munich avec une bourse Humboldt. L’un de ses professeurs est Kurt Huber, condamné à mort et exécuté en 1943 en tant que résistant. En 1944, Dumitriu interrompt ses études à cause du coup d’État du 23 août de Bucarest. Il a déjà débuté en 1943 avec une première prose brève, Nocturnă la München (« La Nocturne munichoise »), dans Revista Fundațiilor Regale (en). En 1944, il commence une carrière de journaliste aussi, au journal Fapta.
En 1945, à l’âge de 21 ans, un jury prestigieux le récompense du prix pour la meilleure nouvelle de l’année, Argonautica sau fabuloasa aventură (« L’Argonautique ou la fabuleuse aventure »). L’une des membres de ce jury est Henriette Yvonne Stahl, écrivaine roumaine d’origine française, qui devient sa maîtresse et son mentor littéraire, bien que de 24 ans son aînée. Le premier volume de Dumitriu, Euridice. Opt proze (« Eurydice. Huit proses ») paraît en 1947.
En 1948, les autorités communistes arrêtent son père à cause de sa qualité d’officier de l’ancienne armée, puis elles le libèrent en 1949. Poussé par la forte ambition de devenir quelqu’un, et aussi pour aider ses parents, Petru Dumitriu cherche les faveurs du régime. La même année, il devient rédacteur du magazine Flacăra (en) et, en 1950, membre de l’Union des écrivains de Roumanie. Il se remarque en 1951 avec le roman Drum fără pulbere (« Chemin sans poussière »), en 1953 avec la nouvelle Bijuterii de familie (« Bijoux de famille ») et, en 1954, avec le roman Pasărea furtunii (« L’oiseau de la tempête »).
Il occupe des fonctions importantes. En 1953, il devient rédacteur en chef de la revue Viața Românească (en). Il est membre de la direction de l’Union des écrivains et le directeur des Éditions d’État pour la littérature et les arts, les plus importantes du pays, entre 1955 et 1959. Il est un favori du régime, faisant partie, par exemple, des partenaires de tennis de Gheorghe Gheorghiu-Dej, le premier secrétaire du parti communiste, dirigeant de fait du pays, et de Ion Gheorghe Maurer, ministre des affaires étrangères à l’époque. Il reçoit plusieurs fois le Prix d’État de la République populaire roumaine, le plus important à l’époque, il a le droit de voyager en Occident aussi, ses revenus sont trois à quatre fois supérieurs à ceux d’un ouvrier.
Il ne se marie qu’en 1955 avec Henriette Yvonne Stahl, dont la situation est difficile à cause de son origine. Ce mariage n’est qu’une aide amicale de la part de Dumitriu, pour que l’écrivaine soit au moins l’ancienne épouse d’un cadre important du régime, c’est pourquoi ils divorcent une semaine après. La même année, l’écrivain se remarie avec Irina Medrea, fille du sculpteur Cornel Medrea, et naît leur premier enfant, une fillette.
La déstalinisation commencée en 1955 contribue à ce que Dumitriu puisse publier son œuvre la plus importante et la plus vaste (2000 pages) de jusqu’alors, le roman Cronică de familie, en trois volumes (1955-1957). Il a un grand succès, étant traduit en français aussi, aux Éditions du Seuil, en deux volumes, avec le titre Les Boyards, d’abord son premier volume, Bijoux de famille (1956), puis celui-ci et le deuxième, Les Plaisirs de la jeunesse, en 1959.
Après la défaite de la Révolution de 1956 en Hongrie et le retrait des troupes soviétiques de Roumanie, en 1958, le régime communiste devient de nouveau plus oppressif. Petru Dumitriu commence à être critiqué dans la presse sous divers prétextes idéologiques. La Securitate, police politique du régime, commence à s’intéresser à lui. En 1959, il perd son poste de directeur de maison d’édition et devient membre du Conseil supérieur des maisons d’édition au Ministère de la culture, une fonction sans rémunération. Il est d’autant mal vu par le pouvoir, qu’il travaille à Colecție de biografii, autobiografii și memorii contemporane (« Collection de biographies, autobiographies et mémoires contemporains »), une continuation de Cronică de familie ayant pour personnages des personnalités communistes aussi, dont il publie déjà des fragments dans des revues. Le manuscrit a 1800 pages et sa chronologie arrive jusqu’à 1954, mais la parution du livre est interdite.

### En émigration
En 1960, l’écrivain peut voyager avec son épouse en Allemagne de l’Est et de là ils passent en Occident. Ses parents, sa sœur, la sœur de son père, sa belle-sœur et Henriette Yvonne Stahl sont arrêtés, sa fillette de quelques mois laissée chez l’ancienne nourrice de sa femme est mise dans un orphelinat. Ses parents resteront une année en prison.
L’écrivain demande l’asile politique en France mais ne le reçoit pas car, à cause de sa complicité avec le régime communiste, des intellectuels roumains émigrés, notamment Mircea Eliade, interviennent contre lui. Il s’établit à Francfort-sur-le-Main, il reçoit la nationalité allemande et il travaille dans une maison d’édition, mais commence à publier en France. Il écrit ses œuvres d’abord en roumain, puis les transpose lui-même en français. Sa première œuvre écrite en émigration est le roman Rendez-vous au jugement dernier, paru en 1961, où il s’inspire, entre autres, des événements qui ont conduit à son émigration. Sa deuxième fille naît la même année. En 1962, il publie le roman Incognito, qui a un bon accueil. On offre à l’écrivain la nationalité française mais il la refuse. Il la prendra tout de même quelques années plus tard.
Entre temps, en Roumanie, Henriette Yvonne Stahl est libérée plus tôt que les parents de l’écrivain, après avoir accepté sous pression d’écrire un article contre Petru Dumitriu, où on lui fait affirmer que c’est elle qui a écrit Cronică de familie. Après que sa famille aussi est libérée, son père et sa sœur sont assignés à résidence. Sa belle-sœur demande à être la tutrice de sa nièce, mais en vain.
En 1964 paraît L’Extrême Occident, écrit autobiographique de l’auteur, où il exprime sa déception causée par l’Occident et son sentiment de déracinement. Il perd son emploi à la maison d’édition, ce qui approfondit la crise psychique dont il souffre. La même année, on laisse sa belle-sœur lui amener sa fillette aînée, après qu’il l’a demandé dans une lettre ouverte dans Le Monde, et que Ion Gheorghe Maurer, devenu premier ministre, a fait une visite officielle à Paris. À cette époque, l’écrivain entretient sa famille surtout grâce à des contrats temporaires dans le domaine de la publicité.
En 1966, avec son roman Les Initiés, il se détache des thèmes liés à la Roumanie. En 1968-1969, il publie une trilogie historique : L’Homme aux yeux gris, récompensé du Prix des Vikings, Retour à Milo et Le beau voyage. En 1969, il publie aussi le roman Le repos ou l’Asie intérieure, aux Éditions Julliard, sous le pseudonyme Pierre Travel.
En 1970, Petru Dumitriu subit une nouvelle crise, une dépression causée par le sentiment du déracinement et de l’échec, ses écrits n’ayant pas de succès, et ne publie plus jusqu’en 1978. À partir de 1971, c’est Ernst Teves, un ami allemand connu dans les années de lycée qui lui assure une rente mensuelle jusqu’à sa mort. Il se tourne vers la religion orthodoxe pour résoudre ses problèmes psychiques, et commence à écrire des ouvrages dans cet esprit, par exemple Au Dieu inconnu (1978).
En 1980, il essaye de retourner vivre en Roumanie sous certaines conditions, comme l’assurance de sa liberté créatrice d’écrivain et de la possibilité de voyager à l’étranger, mais les autorités refusent sa demande.
En 1981, il se convertit au catholicisme. La même année, il s’établit à Bonn, où il reçoit un emploi au Ministère des postes, consistant à résumer des actes normatifs destinés aux employés des postes. Il continue de publier des essais à sujet religieux, recevant en 1982 le Prix des écrivains croyants de l’Association des écrivains croyants d’expression française, pour Zéro ou le point de départ, mais ses écrits n’ont toujours pas de succès auprès du public.
En 1986, son épouse le quitte et ses filles, adultes, vivent déjà loin de lui. En 1988, il renonce à tous ses biens matériels, y compris sa bibliothèque, et loue une chambre aux environs de Bonn, à Bad Godesberg. À cette époque-là, il fait la connaissance de Françoise Mohr, de 20 ans sa cadette, professeure de philosophie à Metz. Il naît entre eux une relation d’amour et, en 1989, Petru Dumitriu déménage chez elle.
En 1990, en Roumanie on commence à écrire sur lui dans des revues littéraires et à publier de ses œuvres, de celles d’avant son émigration, par exemple Cronică de familie, et des traductions de celles écrites à l’étranger, par exemple Incognito. En 1994 on présente le film de Lucian Pintilie, Un été inoubliable.
L’écrivain ne retourne en Roumanie qu’en 1996, invité par son président d’alors, Ion Iliescu. À quelques exceptions près, les milieux culturels roumains le reçoivent froidement. Iliescu le nomme ambassadeur itinérant de la culture roumaine avec l’indemnisation adéquate mais, le président n’étant pas réélu cette année-là, ce titre lui est retiré. En revanche, il est élu membre correspondant de l’Académie roumaine. Cependant, bien qu’il demande au Service roumain de renseignements de transférer à l’Académie ses nombreux manuscrits confisqués en 1960 par la Securitate, seule une petite quantité de ceux-ci est reçue par l’Académie. Il ne récupère pas non plus sa citoyenneté roumaine.
Il meurt en 2002 à Metz, où il est enterré. Le livre qu’il a achevé juste avant, Non credo, oro (« Je ne crois pas, je prie »), un vaste essai philosophique, reste inédit jusqu’en 2014.
En 2004 on republie en trois volumes ses œuvres les plus importantes, auxquelles on ajoute de nombreuses inédites.

## Regards sur l’œuvre
On a remarqué le talent d’écrivain de Petru Dumitriu dès 1943, lors de la parution de son premier écrit. Adhérant au pouvoir communiste, dans la première moitié des années 1950, il a écrit ses œuvres dans l’esprit du réalisme socialiste de type stalinien, mais son talent est visible dans celles-ci également. Plus tard, beaucoup de gens ne lui ont pas pardonné d’avoir écrit des romans comme L’oiseau de la tempête et surtout Chemin sans poussière, où il glorifiait le Canal Danube-Mer Noire qu’on faisait construire par le travail forcé de détenus politiques. Dans les années 1990 ont paru deux volumes d’entretiens avec l’écrivain : Eugen Simion (ro), Convorbiri cu Petru Dumitriu (« Entretiens avec Petru Dumitriu ») et George Pruteanu, Pactul cu diavolul: șase zile cu Petru Dumitriu (« Le pacte avec le diable : six jours avec Petru Dumitriu »). Dumitriu s’y avouait coupable de complicité avec le pouvoir communiste. Dans le premier, il disait qu’avoir écrit ces livres était « le péché de [sa] vie », qu’il avait payé avec 33 ans d’exil, avec du malheur, de la honte et la réprobation des victimes. Dans le second, George Pruteanu relatait que Dumitriu lui avait dit, les larmes aux yeux, qu’il aurait envie de se couper la main avec laquelle il avait écrit Chemin sans poussière. Les auteurs de ces livres ont été bienveillants à son égard, comme, également, Edgar Reichmann, dans Le Monde, à l’occasion de son décès, selon qui le repentir de l’écrivain était sincère. De nombreux intellectuels roumains n’étaient pas de cet avis. Par exemple, selon l’historien et critique littéraire Nicolae Manolescu, Petru Dumitriu a réécrit son passé avec le même orgueil avec lequel il a écrit autrefois son roman Chemin sans poussière, et on ne peut nullement le considérer comme sincère, au contraire, on peut qualifier ses aveux soit comme la simulation de la sincérité, soit comme des mensonges effrontés.
Cronică de familie ne fait plus que quelques concessions à l’orientation officielle de jusqu’à sa parution. Ce roman est construit avec une méthode narrative originale, de façon que ses parties peuvent être lues comme des nouvelles autonomes aussi, parmi lesquelles il y en a, comme la partie 11 (La salade), qui tiennent la route de tous points de vue au XXIe siècle aussi. Ce roman dresse le tableau de la société roumaine sur 200 ans, faisant y figurer plus de 400 personnages. George Pruteanu, se référant à la force épique de ce roman, le tenait pour un chef-d’œuvre, l’un des trois meilleurs romans roumains de tous les temps, comparable à ceux d’Honoré de Balzac.
Dans ses premiers romans écrits en émigration, comme Rendez-vous au jugement dernier, Petru Dumitriu fait « la description clinique […] du conformisme grégaire qui pousse l’individu vers la folie totalitaire ». Dans ces romans, « non seulement il vise les iniquités sociales et politiques du système dont il avait profité et auquel il a échappé mais, en plus, il projette les lumières de l’analyse sur la nature spirituelle du communisme, son mal intrinsèque, sa nature néfaste ».
Seul le roman Incognito (1962) a eu un succès semblable à Cronică de familie. Pierre-Henri Simon, dans Le Monde, l’a comparé au Docteur Jivago de Boris Pasternak. Lui aussi remarquait le génie épique de l’écrivain. Dans Le Monde également, Edgar Reichmann a écrit lui aussi une critique élogieuse de ce roman. Incognito exprime de plus la solitude de l’individu en exil, le cas de l’écrivain aussi, mais pour lui, c’est un statut porteur sur le plan spirituel, menant à l’éveil à soi-même, à la connaissance, à « une sorte de religion où l’homme est la dernière vérité, le dernier espoir ». Les Éditions du Seuil ont proposé ce roman pour le Prix de l’Académie française mais celle-ci ne l’a pas sélectionné car il n’avait pas été écrit directement en français, bien que c’est l’auteur même qui l’eût transposé en cette langue.
L’Homme aux yeux gris aussi renvoie à l’auteur par son personnage voguant à travers l’Europe du XVIe siècle, cherchant une place dans le monde sans la trouver.
Déjà dans les années 1950, on a réalisé des films à partir d’œuvres de Petru Dumitriu. Il a lui-même écrit les scénarios de deux films : În sat la noi (« Dans notre village »), basé sur sa nouvelle Nopțile din iunie (« Les nuits de juin ») (1949) et L’oiseau de la tempête (1957), sur son roman homonyme. Un troisième film a été réalisé sur le scénario écrit par d’autres écrivains à partir de sa nouvelle Bijoux de famille, présenté en 1958. Le plus notable est Un été inoubliable (1994) mentionné plus haut.

## Liste des principales œuvres

### Avant l’émigration, écrites en roumain
- Nocturnă la München (« Nocturne munichoise »), 1943 (prose brève)[3]
- Preludiu la Electra (« Prélude à Électre »), 1945 (pièce de théâtre)
- Argonautica sau fabuloasa aventură (« L’Argonautique ou la fabuleuse aventure »), 1945 (nouvelle)
- Euridice. Opt proze (« Eurydice. Huit proses »), 1947 (proses brèves)
- Bijuterii de familie (« Bijoux de famille »), 1949 (nouvelle)
- Vânătoare de lupi (« Chasse aux loups »), 1949 (nouvelle)
- Nopțile din iunie (« Les nuits de juin »), 1949 (nouvelle)
- Drum fără pulbere (« Chemin sans poussière »), 1951 (roman)
- Nuvele (« Nouvelles »), 1951
- Pasărea furtunii (« L’Oiseau de la tempête »), 1954 (roman)
- Cronică de la câmpie (« Chronique de la plaine »), 1955 (roman)
- Cronică de familie (« Les Boyards »), 1955-1957 (trilogie romanesque)
- La ora șase (« À six heures »), 1956 (pièce, coécrite avec Sonia Filip)
- Noi și neobarbarii (« Nous et les néobarbares »), 1957 (essais)

### En émigration, écrites en français et en allemand
- Rendez-vous au jugement dernier, 1961 (roman)[3]
- Incognito, 1962 (roman)
- L’Extrême Occident, 1964 (écrit autobiographique)
- Die Transmoderne. Zur Situation des Romans (« Le trans-moderne. Sur la situation du roman »), 1965 (essais en allemand)
- Les Initiés, 1966 (roman)
- Le Sourire sarde, 1967 (roman)
- L’Homme aux yeux gris, 1968 (roman)
- Retour à Milo, 1969 (roman)
- Le beau voyage, 1969 (roman)
- Le Repos ou l’Asie intérieure, 1969 (roman, sous le pseudonyme Pierre Travel)
- Au Dieu inconnu, 1979 (essai)
- Zéro ou le point de départ, 1981 (essais)
- La Femme au miroir, 1988 (roman)
- La Moisson, 1989 (roman)
- Les Amours singulières, 1990 (récits)

### Après 1990, publiés en Roumanie
- Proprietatea și posesiunea (« La propriété et la possession »), 1991 (roman)
- Vârsta de aur sau dulceața vieții. Memoriile lui Toto Istrati (« L’Âge d’or ou la douceur de vivre. Mémoires de Toto Istrati »), 1999 (roman)

### Publications posthumes
- (ro) Petru Dumitriu, Opere [« Œuvres »], vol. I, II, III, Bucarest, Editura Fundației Naționale pentru Știință și Artă et Univers Enciclopedic, coll. « Opere fundamentale », 2004
- (ro) Petru Dumitriu, Non credo, oro [« Je ne crois pas, je prie »], Iași, Polirom, 2014

## Œuvres traduites
Des œuvres écrites par l’auteur en roumain avant son émigration ont été traduites en quelques langues : allemand (en Roumanie et en Allemagne de l’Est), anglais (en Roumanie), bulgare, chinois, estonien, hongrois (en Roumanie et en Hongrie), polonais, russe, serbe (en Roumanie), slovaque et tchèque.
Cronică de familie a été publié en France avant l’émigration de l’auteur, traduit avec le titre Les Boyards, en deux volumes : Bijoux de famille (1956, 1959) et Les Plaisirs de la jeunesse (1959).
Après son émigration, Cronică de familie a paru aussi en allemand (Allemagne de l’Ouest), en anglais (Royaume-Uni et États-Unis), en espagnol, en italien, en néerlandais et en suédois.
Parmi ses œuvres écrites en français, ont paru en d’autres langues :
- Rendez-vous au jugement dernier : en allemand, en anglais, en espagnol, en indonésien, en néerlandais et en roumain ;
- Incognito : en allemand, en anglais, en danois, en espagnol, en roumain et en suédois ;
- L’Extrême Occident : en allemand et en anglais,
- Le Sourire sarde : en allemand, en anglais et en suédois ;
- L’Homme aux yeux gris : en allemand, en roumain et en suédois ;
- Au Dieu inconnu : en anglais et en italien ;
- Zéro ou le point de départ : en roumain.

## Récompenses
- Prix d’État (1949, 1951, 1952, 1956, 1957)[3]
- Prix des Vikings pour L’Homme aux yeux gris (1968)
- Prix des écrivains croyants pour Zéro ou le point de départ (1982)
- Prix Charles Oulmont pour La Moisson et l’ensemble de son œuvre (1990)[1]